# 穆罕默德·布拉米
穆罕默德·布拉米（1955年5月15日—2013年7月25日）是突尼西亞政治人物，他是人民陣線黨的創辦人暨領導人，並且在2011年突尼西亞制憲議會中帶領人民陣線黨贏得兩個席次。布拉米畢業於突尼斯大學簿記科系，之後在布爾吉巴營當地的管理學院擔任經濟學和管理學領域教授2年。1985年到1993年期間他則一度從事不動產工作，並且之後成為在2004年時成為不動產企業的住宅部門顧問。
但是在2011年茉莉花革命爆發之後他開始投入政治，並且創立了人民陣線黨。2013年7月25日時，他在其妻子與孩子面前遭到2名乘坐速克達的男子槍擊，之後於艾爾亞奈當地醫院逝世。